# كيسوكي ماتسوي
كيسوكي ماتسوي (باليابانية: 松井敬佑؛ بالكانا: マツイ ケイスケ) هو لاعب كرة قدم ياباني في مركز الوسط، ولد في 25 يوليو 1989 في هيوغو في اليابان. لعب مع نادي ألبيريكس نيغاتا.

## وصلات خارجية
- كيسوكي ماتسوي على موقع قاعدة بيانات كرة القدم.إي يو (الإنجليزية)